# Nancy Baym
Nancy Baym és una Professora Associada d'Estudis de Comunicació a la Universitat de Kansas, als Estats Units. És cofundadora i antiga presidenta de l'Association of Internet Researchers, i roman en nombroses revistes acadèmiques cobrint els nous mitjans de comunicació. Ha publicat investigacions i articles sobre la comunicació social, els nous mitjans, fandom, així com diversos aspectes de la cultura d'Internet, incloent Second Life, cites en línia i comunitats virtuals.
El seu article més destacat és una contribució a l'estudi de la comunitat en línia', titulat "The Emergence of On-line Community". També és l'autora de “Tune In, Log On: Soaps, Fandom, and Online Community” (2000), un llibre en el qual detalla una anàlisi etnogràfica dels seguidors del soap opera, concretament en la seua activitat en un fòrum d'Internet. Aquest treball entronca amb estudis de mitjans, específicament en teoria d'audiències i cibercultures. En el seu treball, Baym argumenta que els seguidors dels soap operas formen una "dinàmica comunitat de persones amb expressions pròpies, tradicions distintives i relacions que es gaudeixen". Compta amb un weblog dedicat a cobrir les novetats i les perspectives de la comunicació.

## Obres
- Baym, Nancy K. Tune In, Log On: Soaps, Fandom, and Online Community.  Sage, 2000. ISBN 0761916490.
- Baym, Nancy K. «From Practice to Culture on Usenet». A: Handbook of New Media: Student Edition, 2006, p. 29–32. ISBN 1412918731.
- Baym, Nancy K. «The Emergence of On-line Community». A: S. Jones (Ed.) Cybersociety: communication and community.  Newbury Park, CA: Sage., 2006, p. 35–68. ISBN 0-7619-1462-5.